# Csányi Rajmund
Csányi Rajmund (Bukarest, 1936. április 22. –) magyar tornász, olimpikon, mesteredző, a Magyar Tornasport Halhatatlanok Klubjának tagja.

## Élete
Textiles családban született, édesapja, Lajos szövő, művezető, édesanyja Toncs Rozina szövőnő. Iskoláit már Budapesten végezte. 1954-ben a budapesti Testnevelési Gimnáziumban érettségizett, testnevelő tanára Szíjj Zoltán volt. 1958-ban a Testnevelési Főiskolán szerzett testnevelő tanári oklevelet. A főiskola elvégzése után a Zrínyi Miklós Katonai Akadémia testnevelő tisztje és a Testnevelési Főiskola óraadó tanára, majd a TF egyetemi docense lett.
1959. augusztus 8-án megnősült, felesége Orbán Erika testnevelő tanár. Mesterének és szakmai példaképének dr. Sántha Lajos tartja, akinek a TF-en és a Honvédban volt tanítványa. 1963-tól tizennyolc éven át a Központi Sportiskola Torna Szakosztályának vezetőedzője, majd a Budapesti Honvéd Torna Szakosztályának edzője volt. 1991-ben ezredesként vonult nyugállományba, de nyugdíj mellett évekig még tovább dolgozott.

## Sportpályafutása
Tornászként az alábbi egyesületekben sportolt: Budapesti III. Kerületi TVE, Ganz Villany, Fáklya SE, Haladás, Testnevelési Főiskola SE, Budapesti Honvéd. Az ötvenes és a hatvanas években sokszoros magyar és mesterfokú bajnok és bajnoki érmes volt. Versenyzői pályafutása alatt két olimpián vett részt, a római (1960) és a tokiói (1964) olimpián. A tokiói olimpián 7. helyezést ért el a nyújtón. Legjobb eredményeit az Európa-bajnokságokon érte el. 1957-ben Párizsban, ugrásban ezüstérmet nyert, majd 1961-ben Luxemburgban szintén ezüstérmes lett, de most nyújtón. 1963-ban Belgrádban hatodik volt gyűrűn.

## Edzői tevékenysége
Tanítványaiból számos válogatott, országos bajnok, olimpikon, olimpiai és EB helyezett tornász lett. Tanítványai voltak: Takács Gyula, Bánrévi Imre, Vágány András, Tihanyi Endre, Kelemen Márta, Kéry Anikó, Tóth Balázs, Wéber Judit, Csányi Erika, Jordanov Zoltán, Kramarics György, Polster Béla, Horváth Gábor, Balika György, Láng Géza, Horváth Margit, Péter Zsolt, Ziszisz Tanaszisz és még sokan mások.

## Díjai, elismerései
- Az év magyar tornásza (1964)
- Sportérdem érem
- Kemény Ferenc-díj
- Mesteredzői cím (1973)
- A Magyar Torna Sport Halhatatlanja (2009)
- Zugló Sportjáért Emlékserleg (2018)[1]
- MOB fair play trófea, életmű kategória (2019)[2]

## Családja
Felesége Orbán Erika testnevelő tanár, leánya Csányi Erika olimpiai ötödik helyezett tornász, unokái: Gergő, Barnabás, Luca válogatott, sokszoros magyar bajnok tornász.